# WrestleMania XII
Wrestlemania XII fue la duodécima edición de WrestleMania, organizada por la World Wrestling Federation el 31 de marzo de 1996 en Arrowhead Pond, Anaheim (California).

## Antecedentes
La atracción principal de este WrestleMania fue la novedad del Campeonato de la WWF, lucha que estaba seguro de que duraría una hora. En la pantalla, el presidente de la WWF Roddy Piper había anunciado en una edición de Monday Night Raw que el actual campeón iba a defender el título ante Shawn Michaels en el primer WWF Iron man match, donde el ganador sería la persona que más veces cubriera o forzara a rendirse al oponente o que tuviera más descalificación o cuenta fuera del ring en un plazo de 60 minutos. Michaels había ganado la oportunidad de enfrentar a Bret Hart al ganar Royal Rumble (1996), y también había derrotado en In Your House 6: Rage in the Cage a Owen Hart conservando así la oportunidad por el título en WrestleMania.
El evento principal fue construido en que Bret Hart quería conservar el Campeonato de la WWF contra Shawn Michaels, quien había sufrido muchos contratiempos durante el año anterior, incluyendo perder su lucha en WrestleMania XI, siendo abordado por un grupo de infantes de marina en una discoteca de Siracusa, Nueva York, la pérdida del Campeonato Intercontinental frente a Dean Douglas en In Your House 4: Great White North.
Hunter Hearst Helmsley hizo su debut en la WWF en mayo de 1995, con un gimmick de un snob rico nacido con una cuchara de plata en la boca. Tuvo una racha ganadora invicta durante todo el año hasta el Royal Rumble de 1996. Mientras tanto, un veterano The Ultimate Warrior había abandonado la WWF en 1992 después de dar positivo en una prueba de drogas. Su último combate fue en la edición del 14 de noviembre de 1992 del Saturday Night's Main Event XXXI, donde él y  Randy Savage derrotaron a Ted DiBiase e Irwin R. Schyster en un combate por equipos. Más tarde, los funcionarios de la WWF firmaron un combate entre The Ultimate Warrior, quien volvió a firmar con la WWF en un intento de aumentar los índices de audiencia, y Helmsley para WrestleMania XII.
En Royal Rumble, Diesel interfirió en el combate entre Bret Hart y The Undertaker, costándole la victoria a este último. En el episodio de Raw que se emitió el 18 de marzo de 1996, Diesel estaba luchando contra Barry Horowitz cuando vislumbró a Paul Bearer empujando un ataúd por la rampa de entrada. Creyendo que era el ataúd de The Undertaker, Diesel se armó con una llave inglesa antes de abrir la tapa del ataúd y ver su propio "cadáver" en reposo en el interior, acostado en una posición relajada con los ojos cerrados (que en realidad era una ilusión hecha posible al tener imágenes en vivo cortadas en un primer plano pregrabado); verse a "sí mismo" en el ataúd lo aterrorizó, ya que presagiaba el próximo combate de The Undertaker contra Diesel en WrestleMania XII.

## Producción
El logo de WrestleMania XII es una parodia del logotipo de 20th Century Fox. Las porciones del Backlot Brawl Hollywood utiliza imágenes de archivo de la policía de Los Ángeles en persecución contra O. J. Simpson.

## Resultados

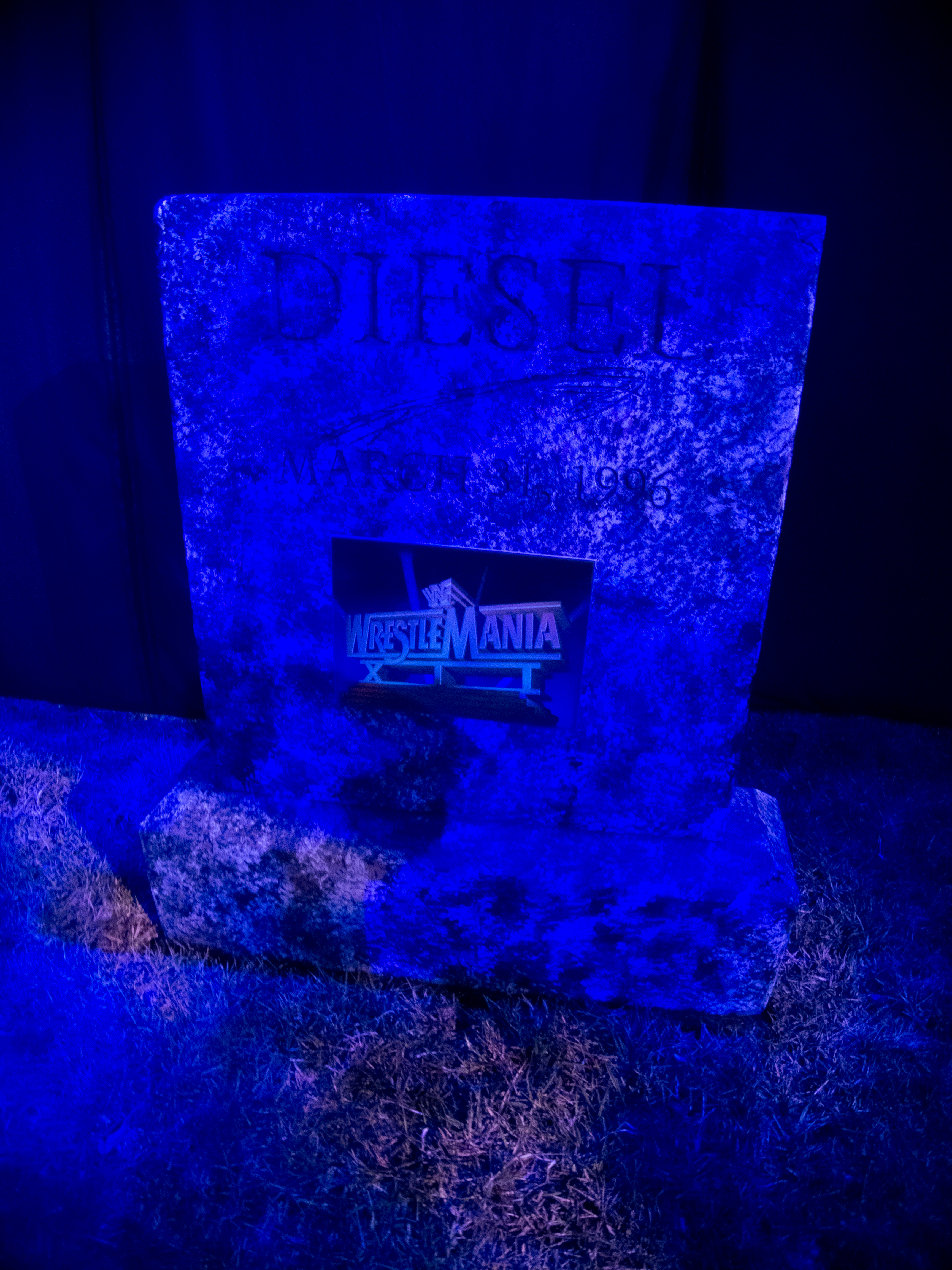
Tumba marcando la derrota de Diesel a manos de The Undertaker.

- Dark Match: Free for All Match: The Bodydonnas (Skip & Zip) (con Sunny) derrotaron a The Godwins (Henry & Phineas) (con Hillbilly Jim) ganando el Campeonato en Parejas de la WWF (5:21)
  - Skip cubrió a Phineas.
  - Este combate fue la final de un torneo por la vacante del título en parejas.

- Camp Cornette (Vader, The British Bulldog & Owen Hart) (con Jim Cornette) derrotaron a Yokozuna, Jake Roberts & Ahmed Johnson (12:51)
  - Vader cubrió a Roberts después de una "Vaderbomb".
  - Si Camp Cornette perdía este combate. Jim Cornette tendría que permanecer el Ring por 3 minutos con Yokozuna.

- Stone Cold Steve Austin (con Ted DiBiase) derrotó a Savio Vega (10:00)
  - Austin cubrió a Savio Vega después de pegarle varias veces con el Campeonato del Millón de Dólares.

- The Ultimate Warrior derrotó a Hunter Hearst Helmsley (con Sable) (1:36)
  - Warrior cubrió a Helmsley después de un "Warrior Splash"
  - Éste fue el debut de Sable.

- The Undertaker (con Paul Bearer) derrotó a Diesel (16:46)
  - The Undertaker cubrió a Diesel después de un "Tombstone Piledriver".
  - El invicto en Wrestlemania de Undertaker aumentó a 5-0.

- Roddy Piper derrotó a Goldust en un Hollywood Backlot match.(00:00)
  - No hubo un claro vencedor ya que no se siguieron ninguna de las reglas del combate. La lucha empezó en un callejón detrás del estadio, de donde Goldust escapó a bordo de un Cadillac dorado y con Pipper siguiendo su estela. Después de una hora, Goldust volvió a la arena con el Cadillac y llegó al ring, donde Pipper le alcanzó y ambos lucharon. Finalmente, Goldust huyó y Pipper le dejó ir.
  - Esta lucha originalmente iba a ser Razor Ramon vs Goldust pero los directivos de la WWF decidieron suspender a Scott Hall por tiempo indefinido debido a conductas antiprofesionales tanto en el micrófono como en el ring ya que semanas antes durante un match había golpeado de forma severa a Goldust en una transmisión de RAW y posteriormente usó lenguaje altisonante en el micrófono y la razón por la que muchos no vieron eso en televisión es porque en aquel tiempo la mayoría de programas no eran transmitidos en vivo sino eran grabaciones de días anteriores

- Shawn Michaels (con José Lothario) derrotó a Bret Hart en un Iron Man Match ganando el Campeonato de la WWF (1:02:52)
  - Michaels cubrió a Hart después de dos Sweet Chin Musics.
  - Originalmente la pelea terminó 0-0 hasta que el WWE President Gorilla Monsoon entró al ring y ordenó que continuara el combate.
  - Esta lucha duró 62:52 siendo la lucha más larga de Wrestlemania

### Tabla del torneo por el Campeonato en Parejas de la WWF
Pin=conteo de tres; CO=conteo de 10 fuera del ring; DQ=descalificación; DDQ=doble descalificación; Draw=empate
|  | Cuartos de final                                     | Cuartos de final                                     | Cuartos de final                     |     |  | Semifinales | Semifinales    | Semifinales    |     |  | Final | Final | Final |  |
|  |                                                      |                                                      |                                      |     |  |             |                |                |     |  |       |       |       |  |
|  |                                                      |                                                      |                                      |     |  |             |                |                |     |  |       |       |       |  |
|  | The Bodydonnas (Skip & Zip)                          | The Bodydonnas (Skip & Zip)                          | Pin                                  |     |  |             |                |                |     |  |       |       |       |  |
|  | The Bodydonnas (Skip & Zip)                          | The Bodydonnas (Skip & Zip)                          | Pin                                  |     |  |             |                |                |     |  |       |       |       |  |
|  | The Bushwhackers (Luke Williams & Butch Miller)      |                                                      |                                      |     |  |             |                |                |     |  |       |       |       |  |
|  |                                                      | The Bodydonnas                                       | The Bodydonnas                       | Pin |  |             |                |                |     |  |       |       |       |  |
|  |                                                      |                                                      |                                      | Pin |  |             |                |                |     |  |       |       |       |  |
|  |                                                      |                                                      | Savio Vega & Stone Cold Steve Austin |     |  |             |                |                |     |  |       |       |       |  |
|  | Razor Ramon & Savio Vega                             | Razor Ramon & Savio Vega                             | Pin                                  |     |  |             |                |                |     |  |       |       |       |  |
|  | Razor Ramon & Savio Vega                             | Razor Ramon & Savio Vega                             | Pin                                  |     |  |             |                |                |     |  |       |       |       |  |
|  | The 1-2-3 Kid & Tatanka                              |                                                      |                                      |     |  |             |                |                |     |  |       |       |       |  |
|  |                                                      |                                                      |                                      |     |  |             | The Bodydonnas | The Bodydonnas | Pin |  |       |       |       |  |
|  |                                                      |                                                      |                                      |     |  |             |                |                | Pin |  |       |       |       |  |
|  |                                                      |                                                      | The Godwinns                         |     |  |             |                |                |     |  |       |       |       |  |
|  | Owen Hart & The British Bulldog                      | Owen Hart & The British Bulldog                      | Pin                                  |     |  |             |                |                |     |  |       |       |       |  |
|  | Owen Hart & The British Bulldog                      | Owen Hart & The British Bulldog                      | Pin                                  |     |  |             |                |                |     |  |       |       |       |  |
|  | Hakushi & Barry Horowitz                             |                                                      |                                      |     |  |             |                |                |     |  |       |       |       |  |
|  |                                                      | Owen Hart & The British Bulldog                      | Owen Hart & The British Bulldog      | Pin |  |             |                |                |     |  |       |       |       |  |
|  |                                                      |                                                      |                                      | Pin |  |             |                |                |     |  |       |       |       |  |
|  |                                                      |                                                      | The Godwinns                         |     |  |             |                |                |     |  |       |       |       |  |
|  | The Godwinns (Henry O. Godwinn & Phineas I. Godwinn) | The Godwinns (Henry O. Godwinn & Phineas I. Godwinn) | Pin                                  |     |  |             |                |                |     |  |       |       |       |  |
|  | The Godwinns (Henry O. Godwinn & Phineas I. Godwinn) | The Godwinns (Henry O. Godwinn & Phineas I. Godwinn) | Pin                                  |     |  |             |                |                |     |  |       |       |       |  |
|  | The New Rockers (Marty Jannetty & Leif Cassidy)      |                                                      |                                      |     |  |             |                |                |     |  |       |       |       |  |
|  |                                                      |                                                      |                                      |     |  |             |                |                |     |  |       |       |       |  |
|  |                                                      |                                                      |                                      |     |  |             |                |                |     |  |       |       |       |  |

1. ↑  Se desconoce la razón por la que Steve Austin remplazó a Razor Ramon.

## Otros Roles
| Comentaristas en inglés - Jerry "The King" Lawler - Vince McMahon Comentaristas en Español - Carlos Cabrera - Hugo Savinovich Entrevistadores - Mr. Perfect - Todd Pettengill - Dok Hendrix | Anunciador del ring - Howard Finkel Árbitros - Mike Chioda - Jak Doan - Earl Hebner - Tim White |

## Recepción
La superestrellas de la WWE y los fanes votaron el Iron Man match como la mejor lucha en la historia de WrestleMania en un espectáculo organizado en el 2004 por Ric Flair.
Gran parte de la prensa especializada considera este combate como el mejor no solo de la historia de Wrestlemania sino del wrestling en los Estados Unidos, además que sirvió para encumbrar la rivalidad entre el canadiense y el texano la cual llegaría a su cúspide un año más tarde en Survivor Series 1997.